# فيزياء الميزوسكوب

فيزياء الميزوسكوب هي أحد مجالات فيزياء المواد المكثفة التي تدرس الأنظمة ذات الأبعاد المتوسطة بين تلك الموجودة في فيزياء الكم والفيزيا الكلاسيكية. يمتد مقياس المسافات المعني من أبعاد الذرة إلى الميكرومتر. البعد الميزوسكوبي هو بعد وسيط بين البعد العياني والبعد المجهري. يسمح بالدراسات الإحصائية للنظام المدروس.

## وصف
بينما يشتمل كل من الأنظمة الوسيطة والماكروسكوبية على ذرات متعددة، فإن الأنظمة العيانية موصوفة جيدًا من خلال الخصائص المتوسطة المشتقة من قوانين الميكانيكا الكلاسيكية، بينما تتأثر الأنظمة الوسيطة بالتقلبات حول المتوسط ويجب وصفها بواسطة ميكانيكا الكم.
يقال إن النظام يكون ذا أبعاد ميزوسكوبية عندما يبدأ في إظهار خصائص الكم. على سبيل المثال، في حين أن توصيل السلك العياني يتناقص باستمرار مع قطره، ويصبح ميزوسكوبي، فإن توصيل السلك ينخفض في القفزات المنفصلة.
توفر الفيزياء الميزوسكوبية أيضًا فهمًا لما يحدث أثناء تصغير الكائنات العيانية مثل الترانزستورات في صناعة إلكترونيات أشباه الموصلات. تتغير الخصائص الفيزيائية للمادة مع اقتراب أبعادها من المقياس النانوي، حيث تصبح تأثيرات السطح مهمة. بالنسبة للمواد التي تتجاوز الحدود الميزوسكوبية، تكون تأثيرات الحجم ذات أهمية أكبر نظرًا لأن النسبة المئوية للذرات الموجودة على السطح غير ذات أهمية بالنسبة لعدد ذرات المادة.
وهكذا، ترتبط الفيزياء الميزوسكوبية ارتباطًا وثيقًا بمجالات تصنيع وتكنولوجيا النانو. في الواقع، الأجهزة المستخدمة في تقنية النانو هي أمثلة على أنظمة الميزوسكوب. يتم تصنيع هذه الأجهزة وقياسها ثم مراقبتها تجريبيًا أو نظريًا من أجل التقدم في فهم فيزياء العوازل وأشباه الموصلات والمعادن والموصلات الفائقة.
على الرغم من عدم وجود تعريف لأبعاد الأنظمة الميزوسكوبية، فإن حجم الأنظمة المدروسة يتراوح بشكل عام بين 100 و1000 نانومتر حيث تظهر التأثيرات الكمية.
هناك ثلاثة أطوال مميزة بشكل أساسي تحدد ما إذا كان النظام يعتبر ميزوسكوبي أم لا:
- يمثل طول دو برولي عرض دالة الموجة. تحت هذا الطول المميز، تصبح تأثيرات الحبس الكمومي مهمة.
- متوسط المسار الحر هو متوسط المسافة التي يقطعها إلكترون قبل أن يتغير زخمه عن طريق الاصطدام. عندما يكون للموصل أبعاد أكبر من هذا الطول المميز، فسيتم اعتبار النقل منتشرًا، أي أن الإلكترون يصطدم بعدة تصادمات أثناء مروره عبر النظام. على العكس من ذلك، عندما يكون الموصل أصغر من متوسط المسار الحر، سيكون النقل باليستي (بدون تصادم). في الموصل الباليستي، في حالة عدم وجود تصادم، يمكن افتراض أن المقاومة تساوي صفرًا. ليس هذا هو الحال، ومع ذلك، فإنه يصبح مضاعفًا لكمية المقاومة، تأثيرًا ميزوسكوبيًا بحتًا.
- طول إزاحة الطور هو متوسط المسافة التي يقطعها إلكترون قبل أن يتغير طوره الأولي. يتم تحديد هذا الطول بشكل أساسي من خلال خصائص شوائب المادة المدروسة.

## آثار الحبس الكمومي
تصف تأثيرات الحبس الكمومي الإلكترونات من حيث مستويات الطاقة، والتقييد الكمومي، ونظرية النطاق. يمكن وصف الإلكترونات في مادة أكبر من 10 نانومتر عن طريق النطاقات أو مستويات الطاقة. في مادة كبيرة حيث تهيمن تأثيرات الحجم، توصف مستويات الطاقة بأنها مستمرة لأن فرق الطاقة بين كل منها لا يكاد يذكر. عندما تستقر الإلكترونات عند مستويات طاقة متفاوتة، يهتز معظمها في نطاقات التكافؤ الموجودة أسفل نطاق طاقة محظور يسمى النطاق المحظور. لا يوجد مستوى طاقة يمكن الوصول إليه في هذه المنطقة. يمكن أن توجد بعض الإلكترونات على مستويات طاقة أعلى من النطاق المحظور، ثم تكون في نطاق التوصيل.
تحدث تأثيرات الحبس الكمي عندما يكون قطر النظام المرصود من نفس الحجم مثل الطول الموجي لدالة الموجة الإلكترونية. عندما تكون المواد صغيرة جدًا، تتغير خصائصها الإلكترونية والبصرية بشكل كبير. عندما يتم تصغير المادة باتجاه مقياس الميزوسكوب، يزداد الحبس بشكل طبيعي. وبالتالي، تظهر التأثيرات الكمومية وفجوة النطاق عندما تصبح مستويات الطاقة منفصلة. هذا يعني أنه تم الوصول إلى الحبس الكمي
مثال على نظام يكون فيه الحصر الكمي مهمًا هو البئر الكمومي، وهو نظام من الهياكل غير المتجانسة لأشباه الموصلات حيث يمكن تكوين غاز إلكتروني محصور ثنائي الأبعاد عند السطح البيني بين طبقتين.

## آثار التداخل
في نظام الميزوسكوب، ينتج عن الانتشار على العيوب، مثل الشوائب، تأثيرات تداخلية تعدل نقل الإلكترون. إن التوقيع التجريبي لهذه التأثيرات هو ظهور تقلبات قابلة للتكرار في الخصائص الفيزيائية للنظام. على سبيل المثال، يتأرجح توصيل العينة بطريقة تبدو عشوائية اعتمادًا على المعلمات التجريبية. ومع ذلك، يتم تتبع نفس النمط أثناء المسح إلى المعلمات الأولية كما هو الحال أثناء فحص المعلمة الأولي. هذه التذبذبات قابلة للتكرار وتنشأ من طبيعة النظام الوسيط.

## الملاحظات و المراجع

## الملاحق

### مقالات ذات صلة
- مجهرية
- تقنية النانو
- مادة نانوية
- البصريات الكمومية
- ميزوسكوبي

### روابط خارجية
- (بالإنجليزية) Mesoscopic physics
- (بالإنجليزية) AAAS Science Magazine Search Results for « mesoscopic physics »